# Homem
Der Homem ist ein Fluss in Portugal mit 37 Kilometer Länge. Das hydrologische Einzugsgebiet umfasst ein Gebiet von circa 257 km². Er fließt durch den Nationalpark Peneda-Gerês und mündet von rechts in den Cávado.